# 21-12-2012 La profezia dei Maya
21-12-2012 La profezia dei Maya (Doomsday Prophecy) è un film catastrofico del 2011, diretto da Jason Bourque. Si tratta di uno dei molti film girati all'avvicinarsi delle profezie sul 21 dicembre 2012.

## Trama
L'agente federale Garcia viene inviato in Bulgaria, dove il Mar Nero è scomparso dall'oggi al domani, lasciando solo fondali marini asciutti. L'evento era già stato previsto da un vaticinio riportato nel libro Profezie sulla fine del mondo,  scritto da Rupert Crane. Il libro è già pubblicato e molti disastri descritti in varie parti del mondo si sono già avverate.
Lo scrittore stesso chiama l'archeologa Brook Calvin e la invita a casa sua in una remota parte della Columbia Britannica, sostenendo che New York dovrà affrontare una catastrofe imminente. Invita anche un editore della casa di pubblicazioni del suo libro, Eric Fox, così da consegnargli il suo nuovo manoscritto. Quando Eric e Brook raggiungono l'abitazione di Crane, quest'ultimo viene trovato morto; insieme al cadavere rinvengono anche una videocamera e una misteriosa verga di metallo. Eric tocca l'asta ed ha un'immediata visione di alcuni eventi futuri. Poco dopo compaiono agenti governativi ed Eric e Brook sono costretti a scappare così da preservare intatta la verga adesso in loro possesso. Seguono alla lettera la richiesta di Crane, il quale nel video che aveva lasciato loro li guida passo passo nelle ore successive.
Usando le informazioni del profeta, Eric scopre che la serie di terremoti e disastri in tutto il mondo è causata dall'influenza gravitazionale di una stella nera che si sta avvicinando al sistema solare e  che finirà per distruggere la Terra, quando l'eclittica si troverà ad essere parallela all'equatore galattico. Una delle sue visioni rivela che nelle vicinanze ci sono sette antiche teste di pietra simili ai Moai dell'Isola di Pasqua le quali, unite alla verga, invieranno un raggio di energia che respingerà la stella nera e la fine dell'umanità.
Con l'aiuto dell'agente Garcia, Eric e Brook riescono a localizzare le statue sotterrate e provano ad attivarle, ma vengono fermati dal generale Slate: questi vuole che il cataclisma non cessi per utilizzare la verga e governare il mondo.
Tuttavia, dopo una colluttazione, Eric riesce a posizionare la verga in un Moai e salvare la Terra.